# Campeonato Mundial de Halterofilismo de 2022 - Até 59 kg feminino
A categoria até 59 kg feminino foi um evento do Campeonato Mundial de Halterofilismo de 2022, disputado em Bogotá, na Colômbia, entre os dias 7 e 8 de dezembro  de 2022.

## Calendário
Horário local (UTC-5)
| Dia           | Horário | Fase    |
| ------------- | ------- | ------- |
| 7 de dezembro | 21:30   | Grupo E |
| 8 de dezembro | 09:00   | Grupo D |
| 8 de dezembro | 11:30   | Gruop C |
| 8 de dezembro | 16:30   | Grupo B |
| 8 de dezembro | 19:00   | Grupo A |

## Medalhistas
| Evento    | Ouro                | Ouro   | Prata                | Prata  | Bronze               | Bronze |
| --------- | ------------------- | ------ | -------------------- | ------ | -------------------- | ------ |
| Arranque  | Luo Xiaomin (CHN)   | 103 kg | Maude Charron (CAN)  | 103 kg | Kamila Konotop (UKR) | 102 kg |
| Arremesso | Yenny Álvarez (COL) | 133 kg | Kuo Hsing-chun (TPE) | 130 kg | Luo Shifang (CHN)    | 129 kg |
| Total     | Yenny Álvarez (COL) | 234 kg | Kuo Hsing-chun (TPE) | 232 kg | Maude Charron (CAN)  | 231 kg |

## Recordes
Antes desta competição, o recorde mundial da prova era o seguinte:
| Recorde         | Tipo      | Atleta               | Peso   | Local     | Data                   |
| Recorde Mundial | Arranque  | Kuo Hsing-chun (TPE) | 110 kg | Tasquente | 19 de abril de 2021    |
| Recorde Mundial | Arremesso | Kuo Hsing-chun (TPE) | 140 kg | Pattaya   | 21 de setembro de 2019 |
| Recorde Mundial | Total     | Kuo Hsing-chun (TPE) | 247 kg | Tasquente | 19 de abril de 2021    |

## Resultado
Os resultados foram os seguintes.
| Pos.              | Atleta                         | Grupo | Arranque (kg) | Arranque (kg) | Arranque (kg) | Arranque (kg)     | Arremesso (kg) | Arremesso (kg) | Arremesso (kg) | Arremesso (kg)    | Total |
| Pos.              | Atleta                         | Grupo | 1             | 2             | 3             | Resultado         | 1              | 2              | 3              | Resultado         | Total |
| ----------------- | ------------------------------ | ----- | ------------- | ------------- | ------------- | ----------------- | -------------- | -------------- | -------------- | ----------------- | ----- |
| Medalha de ouro   | Yenny Álvarez (COL)            | A     | 98            | 101           | 104           | 6                 | 128            | 131            | 133            | Medalha de ouro   | 234   |
| Medalha de prata  | Kuo Hsing-chun (TPE)           | A     | 100           | 102           | 102           | 4                 | 126            | 129            | 130            | Medalha de prata  | 232   |
| Medalha de bronze | Maude Charron (CAN)            | A     | 100           | 100           | 103           | Medalha de prata  | 123            | 127            | 128            | 4                 | 231   |
| 4                 | Luo Shifang (CHN)              | A     | 101           | 104           | 104           | 5                 | 126            | 129            | 133            | Medalha de bronze | 230   |
| 5                 | Luo Xiaomin (CHN)              | A     | 97            | 100           | 103           | Medalha de ouro   | 122            | 126            | 129            | 5                 | 229   |
| 6                 | Kamila Konotop (UKR)           | A     | 98            | 101           | 102           | Medalha de bronze | 116            | 119            | 121            | 8                 | 223   |
| 7                 | Taylor Wilkins (USA)           | B     | 92            | 95            | 97            | 12                | 117            | 122            | 122            | 6                 | 217   |
| 8                 | Concepción Úsuga (COL)         | A     | 95            | 95            | 100           | 13                | 117            | 122            | 125            | 7                 | 217   |
| 9                 | Dora Tchakounté (FRA)          | A     | 96            | 96            | 99            | 10                | 115            | 120            | 122            | 10                | 216   |
| 10                | Janeth Gómez (MEX)             | A     | 92            | 94            | 96            | 11                | 114            | 118            | 122            | 13                | 214   |
| 11                | Seo Jeong-mi (KOR)             | B     | 90            | 95            | 96            | 9                 | 112            | 116            | 118            | 15                | 212   |
| 12                | Anyelin Venegas (VEN)          | B     | 90            | 93            | 95            | 16                | 118            | 118            | 118            | 12                | 211   |
| 13                | Mikiko Andoh (JPN)             | B     | 90            | 95            | 95            | 22                | 120            | 124            | 125            | 9                 | 210   |
| 14                | Daphne Guillén (MEX)           | B     | 90            | 94            | 97            | 14                | 115            | 121            | 122            | 17                | 209   |
| 15                | Ine Andersson (NOR)            | B     | 88            | 88            | 90            | 23                | 116            | 119            | 119            | 14                | 206   |
| 16                | Suratwadee Yodsarn (THA)       | D     | 83            | 86            | 88            | 32                | 113            | 115            | 119            | 11                | 205   |
| 17                | Riri Endo (JPN)                | C     | 90            | 92            | 93            | 17                | 110            | 113            | 116            | 23                | 205   |
| 18                | Izabella Yaylyan (ARM)         | B     | 90            | 90            | 90            | 24                | 110            | 115            | 115            | 19                | 205   |
| 19                | María Casadevall (ARG)         | B     | 90            | 93            | 93            | 21                | 113            | 117            | 117            | 24                | 203   |
| 20                | Natasya Beteyob (INA)          | C     | 87            | 87            | 90            | 20                | 112            | 117            | 117            | 25                | 202   |
| 21                | Saara Retulainen (FIN)         | B     | 88            | 91            | 91            | 27                | 110            | 114            | 116            | 21                | 202   |
| 22                | Quàng Thị Tâm (VIE)            | C     | 93            | 93            | 93            | 15                | 108            | 112            | 112            | 28                | 201   |
| 23                | Nelly (INA)                    | C     | 85            | 88            | 91            | 18                | 110            | 115            | 115            | 26                | 201   |
| 24                | Nathalia Novas (DOM)           | B     | 85            | 85            | 90            | 35                | 112            | 116            | 119            | 16                | 201   |
| 25                | Bindyarani Devi (IND)          | D     | 83            | 86            | 88            | 31                | 112            | 112            | 114            | 20                | 200   |
| 26                | Gilyeliz Guzmán (PUR)          | C     | 87            | 87            | 87            | 30                | 113            | 116            | 116            | 22                | 200   |
| 27                | Jenifer Becerra (ECU)          | D     | 86            | 90            | 92            | 19                | 108            | 113            | 113            | 27                | 198   |
| 28                | Sofia Georgopoulou (GRE)       | D     | 87            | 87            | 91            | 28                | 104            | 107            | 110            | 30                | 194   |
| 29                | Galya Shatova (BUL)            | C     | 85            | 88            | 90            | 26                | 105            | 107            | 107            | 32                | 193   |
| 30                | Jessica Gordon Brown (GBR)     | C     | 83            | 86            | 86            | 33                | 106            | 109            | 112            | 31                | 192   |
| 31                | María Kardara (GRE)            | D     | 88            | 91            | 91            | 25                | 103            | 107            | 108            | 38                | 191   |
| 32                | Boldbaataryn Khongorzul (MGL)  | C     | 83            | 83            | 87            | 39                | 108            | 112            | 115            | 29                | 191   |
| 33                | Tenishia Thornton (MLT)        | D     | 80            | 82            | 84            | 36                | 101            | 101            | 104            | 37                | 188   |
| 34                | Brenna Kean (AUS)              | E     | 79            | 83            | 86            | 37                | 104            | 108            | 108            | 33                | 187   |
| 35                | Hannah Crymble (IRL)           | E     | 80            | 82            | 83            | 38                | 100            | 104            | 104            | 35                | 187   |
| 36                | Scheila Meister (SUI)          | D     | 82            | 85            | 85            | 34                | 102            | 105            | 105            | 39                | 187   |
| 37                | Halle Mifsud (AUS)             | E     | 75            | 79            | 80            | 41                | 103            | 104            | 109            | 34                | 184   |
| 38                | Amalie Løvind (DEN)            | D     | 80            | 83            | 84            | 42                | 101            | 104            | 107            | 36                | 184   |
| 39                | Sofía Aleman (HON)             | E     | 75            | 80            | 82            | 40                | 95             | 100            | 100            | 41                | 177   |
| 40                | Kimberly Palacios (CRC)        | E     | 75            | 75            | 78            | 43                | 87             | 91             | 91             | 42                | 162   |
| 41                | Stephen Myonly (NRU)           | E     | 65            | 70            | 73            | 44                | 85             | 90             | 90             | 44                | 158   |
| 42                | Emelin Ortiz (HON)             | E     | 65            | 68            | 68            | 46                | 85             | 88             | 88             | 43                | 150   |
| 43                | Alanoud Al-Shehri (KSA)        | E     | 65            | 65            | 70            | 45                | 77             | 77             | 81             | 46                | 147   |
| 44                | Johana Prieto (PAR)            | E     | 63            | 64            | 64            | 47                | 77             | 81             | 82             | 45                | 141   |
| —                 | Lucrezia Magistris (ITA)       | A     | 98            | 98            | 101           | 7                 | 115            | 116            | 116            | —                 | —     |
| —                 | Elreen Ando (PHI)              | A     | 97            | 101           | 102           | 8                 | 127            | —              | —              | —                 | —     |
| —                 | Sabine Kusterer (GER)          | C     | 85            | 87            | 88            | 29                | 107            | 107            | 107            | —                 | —     |
| —                 | Génesis Rodríguez (VEN)        | B     | 95            | 95            | 95            | —                 | 115            | 115            | —              | 18                | —     |
| —                 | Irene Martínez (ESP)           | C     | 90            | 90            | 90            | —                 | 101            | 106            | 107            | 40                | —     |
| —                 | Mouna Skandi (ESP)             | E     | 80            | 80            | 80            | —                 | —              | —              | —              | —                 | —     |
| —                 | Fraer Morrow (GBR)             | C     | —             | —             | —             | —                 | —              | —              | —              | —                 | —     |
| —                 | Sanne Bijleveld (NED)          | D     | —             | —             | —             | —                 | —              | —              | —              | —                 | —     |
| —                 | Þuríður Erla Helgadóttir (ISL) | D     | DNS           | DNS           | DNS           | DNS               | DNS            | DNS            | DNS            | DNS               | DNS   |
| —                 | Jacinta Sumagaysay (GUM)       | E     | DNS           | DNS           | DNS           | DNS               | DNS            | DNS            | DNS            | DNS               | DNS   |